# 張憲周
张宪周（1862年—1914年），字道东。山东郓城县张楼（因其中状元而改名状元张楼）人，清末武状元。
光绪十六年（1890年）一甲第一名进士。次年官陆部朝参镇殿将军。光绪二十年（1894年），任直隶开州（今河南濮阳）协镇。迁崮关、娘子关参将。光绪二十六年（1900年）八国联军入侵北京，张宪周勤王有功，获赐御书金匾“捍御功伟”。